# Федоренко Яків Миколайович
Яків Миколайович Федоренко (22 жовтня 1896, слобода Цареборисово Харківської губернії, тепер село Оскіл Ізюмського району Харківської області — 26 березня 1947, Москва) — радянський військовий діяч, маршал бронетанкових військ (1944), заступник народного комісара оборони СРСР (20 липня 1941 — травень 1943). Кандидат у члени ЦК КП(б)У в травні 1940 — березні 1947 р. Депутат Верховної Ради СРСР 2-го скликання.

## Біографія
Народився в родині портового вантажника. Закінчив церковно-приходську школу. З дев'яти років працював пастухом, кучером, наймитом, чорноробом на шахтах Донбасу, солеваром на солеваренных заводах у Слов'янську, рульовим на баржі.
У травні 1915 року призваний у Російський імператорський флот, закінчив школу рульових Чорноморського флоту. Служив на мінному тральщику. Учасник Першої світової війни. Після Лютневої революції обраний головою корабельного комітету.
Член РСДРП(б) з лютого 1917 року.
Під час Жовтневого перевороту командував загоном моряків, брав участь у захопленні більшовиками влади у місті Одесі. Вступив у загін Червоної гвардії.
У Червоній армії з лютого 1918 року. У Громадянську війну — комісар штабу 2-ї Революційної армії (Катеринослав), командир і комісар бронепотягу № 4. У 1920 році — командир-військовий комісар групи бронепотягів 13-ї армії РСЧА. Воював на Східному фронті проти чехословацького корпусу і Колчака, на Північному фронті проти Юденича, на Західному фронті проти Польщі, на Південному фронті проти Врангеля. Був двічі поранений, один раз контужений в боях.
Після Громадянської війни у Росії командував бронепотягом, дивізіоном. У 1924 році закінчив Вищу артилерійську школу командного складу, у 1927 році закінчив річні Артилерійські курси удосконалення старшого командного складу, у 1930 році — курси партійно-політичної підготовки командирів-єдиноначальників при Військово-політичній академії імені Толмачова. З 1930 року командував 2-м полком бронепотягів Білоруського військового округу. У 1934 році закінчив Військову академію РСЧА імені Фрунзе.
З 1934 року — у танкових військах, командир 3-го окремого танкового полку в Московському військовому окрузі; з 2 травня 1935 року — командир 15-ї механізованої бригади Київського військового округу.
З серпня 1937 року — начальник автобронетанкових військ Київського (з 26 липня 1938 Особливого) військового округу.
З червня 1940 року — начальник Автобронетанкового (потім Головного) управління РСЧА у Москві.
З липня 1941 року — заступник народного комісара оборони СРСР — начальник Автобронетанкового управління РСЧА, з грудня 1942 року — одночасно командувач бронетанкових і механізованих військ Червоної армії.
Під час німецько-радянської неодноразово виїжджав до військ, був представником Ставки Верховного Головнокомандування в битві під Москвою, у Сталінградській і Курській битвах, учасником оборонних операцій Північно-Західного фронту в 1942 році і наступальної операції на Брянському фронті в червні-серпні 1943 року, наступальних битв на Воронезькому фронті в 1943 році.
Після війни, з квітня 1946 року — командувач бронетанкових і механізованих військ Сухопутних військ СРСР.
Помер у Москві, похований на Новодівочому цвинтарі. Ім'я маршала Федоренка було присвоєне вулицям у Москві, Харкові, Донецьку, Ізюмі.

## Нагороди
- чотири ордени Леніна
- два ордени Червоного Прапора
- орден Суворова 1-го ступеня
- орден Кутузова 1-го ступеня
- медалі
- Хрест Грюнвальда (Польща, 1946)

## Військові звання
- комбриг (26.11.1935).
- комдив (4.11.1939).
- генерал-лейтенант танкових військ (4.06.1940).
- генерал-полковник танкових військ (1.01.1943).
- маршал бронетанкових військ (21.02.1944).